# (31775) 1999 JN122
1999 JN122 (asteroide 31775) é um asteroide da cintura principal. Possui uma excentricidade de 0.17241260 e uma inclinação de 7.62875º.
Este asteroide foi descoberto no dia 13 de maio de 1999 por LINEAR em Socorro.